# Rythem
RYTHEM，是日本二人女子創作歌手組合以及二重唱歌手。所屬的經紀公司是DESSE communications，所屬的唱片公司是Sony Music Associated Records（日本索尼音樂娛樂旗下公司）。

## 成員
YUI 新津由衣（主唱・鋼琴、鍵盤樂器、電子琴、聲音合成器）
生日：1985年8月17日
YUKA 加藤有加利（主唱・吉他）
生日：1985年4月3日

## 簡歷
- 兩個人是在中學生時的戲劇社試鏡中相遇。高中生時一起在卡拉OK唱歌時，在從未告訴任何人「我想成為歌手!」的夢想上意氣相投，成為組團的契機。她們在高中時期的班級也一樣，而且連座位也是相鄰，無論兩人都認同她們已經超越了好朋友的關係。

- 2002年，她們以一曲「一人旅シャラルラン」參加了Sony Music Audition的選拔合格，證明了她們的才華，「RYTHEM」就此誕生。

- 2003 年5月，兩人仍然是高中生的時候，動畫「NARUTO」的ED代言了RYTHEM的第一支單曲。曲名的「ハルモニア」（Harmonia）意指兩人的「相性（あいしょう）」

- 2003年8月的第二支單曲「てんきゅっ」以輕快的曲調為主，整首歌洋溢著歡樂的氣息。同時曲名更是日本的年輕人喜愛自創新語的証明。經過查証才發現「てんきゅっ」其實就是「ありがとう」的意思，據說是從英文的「Thank you」轉過來的。

- 2004年3月，兩人高中畢業。5月，第五張單曲「万華鏡キラキラ」發表，該曲為當時日本テレビ（NTV）週三電視劇「光とともに…－自閉症兒を抱えて－」（與光同行）的主題曲。開頭的兩句歌詞就充滿了震撼：

```
 いつも強く願う「心がのぞければいい」と
 言葉朽ちてもいい　君を愛す氣持ちは朽ちない
```

```
 整個歌詞所要表達的就是「雖然我們無從知道自閉症的兒童們在想什麼，但對他們付出的愛是不會因此減少的」。這首歌在Oricon排行榜前20名內上上下下了兩個多月，以RYTHEM成軍的年齡來看，已經是相當不簡單。當然最成功的當然還是由衣和 
```

```
 有佳利的詮釋，甚至有某位自閉症兒童的母親，聽了這首歌後，感動得向她們道謝。
```

- 2004年6月，RYTHEM的第一張大碟「ウタタネ」發售，收錄了幾乎全部RYTHEM曾演唱過的歌曲，在Oricon最高曾爬到第6位的成績，一個足以肯定RYTHEM實力的成績。

- 她們是和光大學的學生（已於2008年畢業），當然，由衣和有佳利仍然是好朋友、好同學。當年向由衣問起RYTHEM的事時，由衣說她只是「RYTHEM的『片割れ』」（物件的一部分）。

```
 而這個問題，有加利給的答案也是一樣。
```

- 隨著有加利心愛的吉他「心愛（ココア）君」入手，「RYTHEM」帶給聽眾的合諧，一定會更加的完美吧~

## 音樂作品

### 單曲
| 枚數 | 發行日期       | 單曲名稱（日文名稱）                                |
| ---- | -------------- | --------------------------------------------------- |
| 1st  | 2003年5月21日  | Harmonia（ハルモニア）                                        |
| 2nd  | 2003年8月6日   | てんきゅっ（ニューサマー便）/小麦色のラブソング     |
| 3rd  | 2003年11月19日 | Blue Sky Blue（）                                   |
| 4th  | 2004年4月21日  | 一人旅シャラルラン                                  |
| 5th  | 2004年5月26日  | 万華鏡キラキラ                                      |
| 6th  | 2005年1月26日  | 彗星雲（ホウキ雲）                                          |
| 7th  | 2005年8月24日  | 三日月Rhapsody（）                                  |
| 8th  | 2006年1月1日   | 20顆心（）                                          |
| 9th  | 2006年3月1日   | 心靈彈珠（ココロビーダマ）                                        |
| 10th | 2006年4月26日  | 願望（）                                            |
| 11th | 2007年2月28日  | 櫻花之歌（）                                        |
| 12th | 2007年7月18日  | 螢火（）                                            |
| 13th | 2007年10月10日 | WINNER                                              |
| 14th | 2008年2月20日  | 頸部的曲線（首すじライン）                          |
| 15th | 2008年7月23日  | Love Call/あかりのありか                            |
| 16th | 2009年7月29日  | 緊緊地抱緊我吧 feat. 常田真太郎 (from 無限開關)（） |
| 17th | 2009年11月11日 | 牽手（）                                            |
| 18th | 2010年11月10日 | A Flower                                            |

#### 配信單曲
| 枚數 | 發行日期       | 單曲名稱                             |
| ---- | -------------- | ------------------------------------ |
| 1st  | 2007年11月17日 | Bitter & Sweet                       |
| 2nd  | 2008年12月14日 | ぴんくのクマ                         |
| 3rd  | 2010年7月7日   | 無題                                 |
|      | 2022年3月23日  | 万華鏡キラキラ / ホウキ雲 BESTタッグ |
| 4th  | 2023年1月227日 | 再愛                                 |

### 專輯
| 枚數 | 發行日期      | 專輯名稱 |
| ---- | ------------- | -------- |
| 1st  | 2004年6月23日 |          |
| 2nd  | 2006年5月24日 |          |
| 3rd  | 2008年10月1日 | 23       |
| 4th  | 2010年12月8日 |          |
| 5th  | 2024年6月29日 | ウタタビ |

### 精選專輯
| 枚數 | 發行日期      | 專輯名稱            |
| ---- | ------------- | ------------------- |
| 1st  | 2009年8月19日 | BEST STORY          |
| 2nd  | 2011年5月25日 | RYTHEM COMPLETE BOX |

### 配信限定曲
1. （2008年12月14日）
2. You （2009年10月23日）

### DVD
- -VIDEO CLIPS 1- （2004年8月18日）
- 夢現 -VIDEO CLIPS 2- （2006年6月21日）

## 外部連結
- RYTHEM 官方網站（页面存档备份，存于） （日語）
- Sony Music JAPAN的所屬官網頁面（页面存档备份，存于） （日語）
- RYTHEM 官方部落格（页面存档备份，存于） （日語）
- RYTHEM（YUKA）手機版部落格
- 新津由衣的X（前Twitter） （日語）
- 加藤有加利的X（前Twitter） （日語）